# WebRTC
A WebRTC egy 2011. június 1-jén megjelentetett nyílt forrású keretrendszer, ami lehetővé teszi a valós idejű videocsetelést webböngészőn keresztül.
A Google, a Mozilla és az Opera is támogatja a World Wide Web Consortium (W3C) szabványok közé való felvételét.
A BSD licenc alatt kiadott kód a Global IP Solutions termékeinek kódjára épült – egy a Google által 2010 májusában felvásárolt cégén, ami valós idejű hang- és videofeldolgozó szoftvereket fejlesztett IP-hálózatokra.
A WebRTC az iLBC, iSAC, G.711 és G.722 kodekeket használja a hang, és a VP8 kodeket a videó átvitelére; a Google igyekszik a Google Talk böngészőplugint átírni a webRTC framework alá.
A Microsoft 2013-ban saját, a korábbival inkompatibilis verzióval állt elő.